# Anopheles dancalicus
Anopheles dancalicus är en tvåvingeart som beskrevs av Corradetti 1939. Anopheles dancalicus ingår i släktet Anopheles och familjen stickmyggor. Inga underarter finns listade i Catalogue of Life.